# Brånan
Brånan är en linjeplats vid Inlandsbanan (trafikplatssignatur Brn). Den ligger cirka 5 km norr om Åsarna i Bergs kommun i Jämtlands län. Den används som godsterminal, främst för lastning av skogsprodukter.

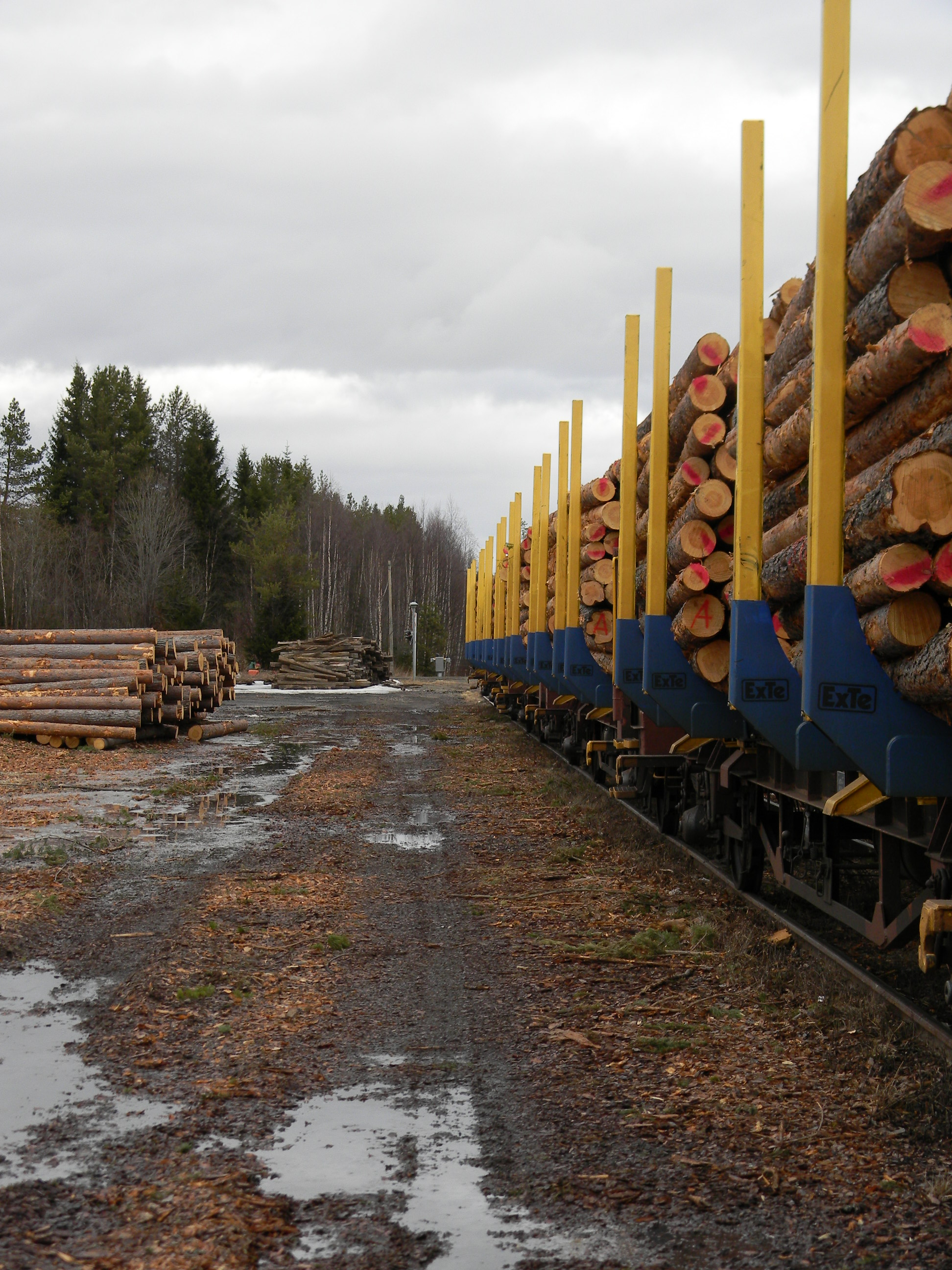
Virkeslastning i Brånan efter Stormen Ivar